# Charles Namoloh

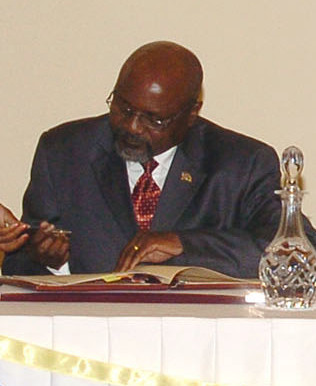
Charles Namoloh (2009)

Charles Dickson Ndaxu Phillip Namoloh (* 28. Februar 1950 in Odibo, Ohangwena) ist ein namibischer Militär, Politiker und Funktionär. Er ist Sicherheitsminister von Namibia und Mitglied der SWAPO.

## Werdegang
Er stammt aus dem Ovamboland. Als Gewerkschaftsfunktionär der SWAPO kam er 1971 in die Politik. Damals war er während des namibischen Befreiungskampfes in der Walvis Bay tätig. Er floh nach Angola, kam aber zurück und wurde wegen seiner Tätigkeiten für die SWAPO inhaftiert. Bald wurde er aus dem Gefängnis nach Ovamboland verbracht, wo er in gleicher Sache bestraft werden sollte. Inzwischen hatte in Portugal die Nelkenrevolution stattgefunden, wodurch Angola befreit wurde. Dorthin konnte Namoloh mit einigen Anhängern über Sambia fliehen.
In Moskau (1974 und 1982), Monterey (1993) und Kairo (1994) nahm er an militärischen Ausbildungen teil. Er stieg im militärischen Arm der SWAPO, der PLAN, auf und wurde Stabschef des Kommandeurs von PLAN. Sein Pseudonym als Kämpfer war „Ho Chi Minh“. Ab 1990 half er beim Aufbau der namibischen Verteidigungskräfte. Ab 1995 war er Repräsentant Namibias in Angola. Ab 2003 war er Namibias Spitzendiplomat in Indien. Seit 2005 gehört er der Nationalversammlung an und war bis Dezember 2012 Verteidigungsminister. Danach war er bis 2015 Regionalminister und ist seitdem Sicherheitsminister.